# Finn Gyntelberg
Finn Gyntelberg (født 14. august 1940) er en dansk læge, dr.med. med speciale i arbejdsmedicin. Han er professor ved Klinik for miljø- og arbejdsmedicin under Københavns Universitet.
Gyntelberg har i en årrække været leder af den arbejdsmedicinske klinik på Rigshospitalet og senere på Bispebjerg Hospital. Som opfinder har Finn Gyntelberg medvirket til etablering af en metode til undersøgelse af blodtilførsel til amputationstruede ben, og til et apparat til undersøgelse af nerveskader (CatSys).
I 2007 fik han Niels A. Lassen Prisen.
Gyntelberg har desuden oversat Bernardino Ramazzinis gennemgang af mange professioners helbredsproblemer fra 1713, De Morbis Artificum.